# Littérature biélorusse
La littérature biélorusse désigne la littérature en biélorusse, ou en Biélorussie, ou par les Biélorusses (dont minorités, diasporas, exils).
Les œuvres produites en russe ou ukrainien (langues slaves orientales) ou en polonais (langues slaves occidentales) sont généralement considérées comme faisant partie des littératures russe, ukrainienne ou polonaise respectivement. Idem des œuvres en yiddish, en tatar, en grec, etc.

## Contexte
Le pays, rarement indépendant, souvent éclaté, est de fait multiethnique et multilingue.
- Langues slaves occidentales (polonais...), langues slaves orientales (biélorusse, russe, rusyn, ukrainien)
- Slaves et Proto-Slaves
- Liste des principautés slaves de l'Est (du IXe siècle au XVIe siècle)
- Ruthénie
- Langues en Biélorussie, Langues de Biélorussie, Trasianka
- Alphabet łacinka, orthographe classique biélorusse
- Rus' de Kiev (838c-1242)
- Principauté de Polotsk (850c-1307)
- Grand-duché de Lituanie (1263-1569)
- République des Deux Nations (1569-1795)
- République tripartite de Pologne-Lituanie-Ruthénie (projet 17e siècle)
- Empire russe (1721-1917)
- Partages de la Pologne
- République socialiste soviétique lituano-biélorusse (1919)
- République socialiste soviétique de Biélorussie (1919-1991)
- République de Biélorussie (Bélarus), depuis 1991

## Tradition orale
- Onomastique
- Contes, légendes, mythes de tradition orale
- Mythologie slave
- Mythologie chrétienne

## Moyen-Âge

' (1446)

Les principaux centres culturels religieux sont des monastères : Monastère du Sauveur-Sainte-Euphrosyne (Polotsk), Monastère de la Sainte-Trinité-de-Boldine (Smolensk), Monastère de Lauryshava (en) (Navahroudak), Monastère du Saint-Esprit de Vitebsk (en) (Vitebsk), Monastère Markov de la Sainte Trinité (en) (Vitebsk).
Parmi les réalisations : copies, traductions, lettres, épîtres, psautiers, évangéliaires : collection de livres anciens de la Bibliothèque nationale biélorusse.
- Euphrosyne de Polotsk (1110-1173), princesse, moniale, sainte, patronne protectrice de la ville et du pays
- Cyrille de Tourov Kyril Turovski (1130c-1182c), moine, prêcheur
- Principale dynastie d'Europe centrale : Maison Jagellon, Via Jagiellonica (de)
- Casimir IV Jagellon (1427-1492), Sudiebnik Kazimira
- Joannis Vislicensis (en) (1490c-1520), poète épique, La guerre de Prusse
- Les Trois Royaumes (conte)
- Chronique biélorusse-lituanienne (be) (1446)

À la différence de l'Ukraine, il ne semble pas avoir existé de récits épiques transmis par des musiciens itinérants aveugles (kobzari, bandouriste (en)), s'accompagnant à la kobza, à la bandoura ou à la vielle à roue (lira ukrainienne (en)).
Du fait des relations commerciales internationales, le pays (Grand-duché de Lituanie) s'ouvre à l'influence allemande (Ordre Teutonique, Hanse, Drang nach Osten) et juive (histoire des Juifs en Biélorussie).

## Temps modernes

### 16esiècle

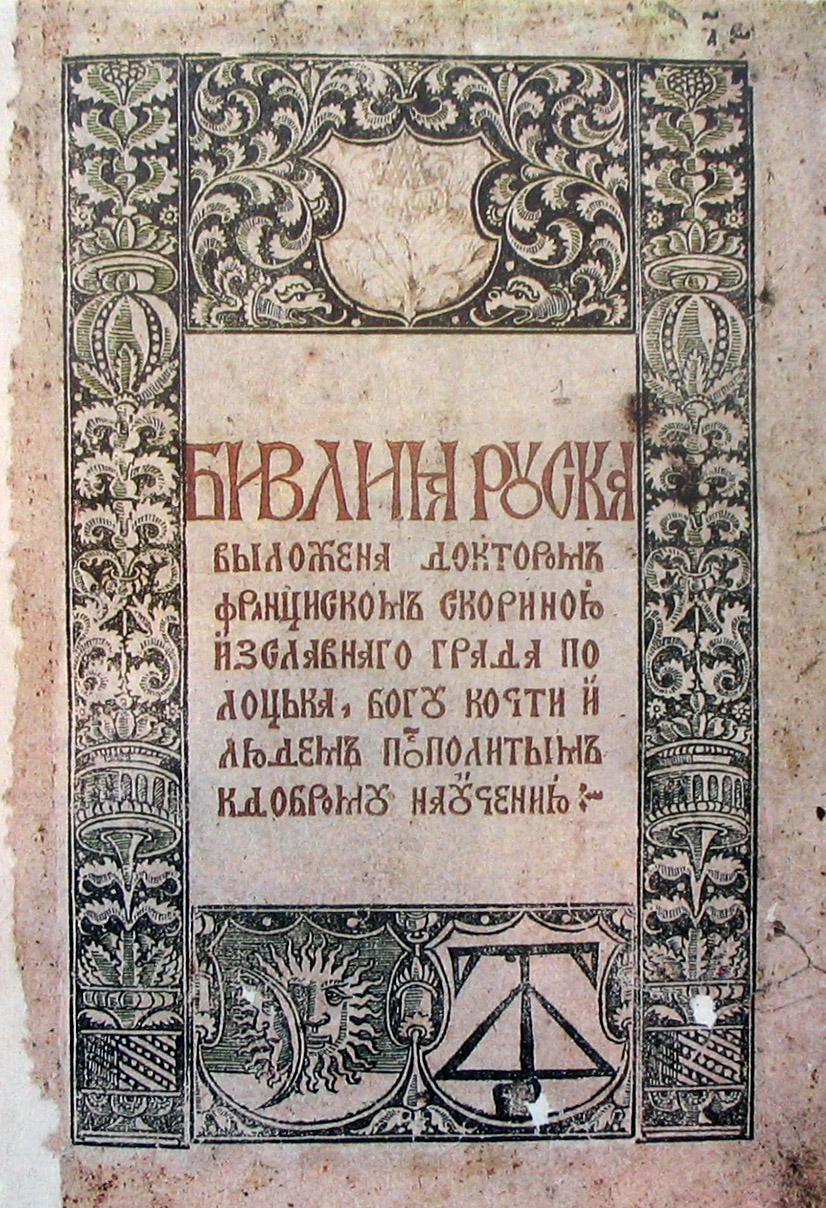
Francysk Skaryna, Bible biélorusse de 1517.

- Statuts lituaniens (1529, 1566, 1588)
- Francysk Skaryna (1486c-1540-1550), Le Psautier (1517), Petit Guide de Voyage, Apôtre (1525)
- Traductions de la Bible en biélorusse (en), dont la première date de 1517
- Simon Boudny (1530–1593), noble, polonais, humaniste, traducteur, pédagogue, réformateur, calviniste, écrivant en polonais et en biélorusse, Le droit de glaive, De bello sententia, Catéchisme (1562)
- Vassil Tsiapinski (en) (1540c–1604), Chronique
- Teodor Jewłaszewski (be) (1546-1616), Mémoires
- Andreï Rymcha (be) (1550c–1604)
- Lew Sapieha (1557-1633)

Vers 1550, environ 100 000 Tatars polono-lituaniens vivent sur le territoire du grand-duché de Lituanie (1263-1569), et il existe pour eux des traductions de textes musulmans en caractères arabes : histoire de l'Islam en Biélorussie.
Dans la république des Deux Nations (1569-1795), multi-ethnique et multilinguistique, qui réunit les populations de vastes territoires (Prusse, Pologne, Lituanie, Ukraine, Lettonie, Livonie), de nouveaux mélanges culturels se produisent, avec des conflits religieux (catholicisme/orthodoxie), mais aussi le développement du sarmatisme.

### 17esiècle
Ce siècle voit la suprématie de la langue écrite polonaise. La polonisation d'une partie de la population s'appuie sur la subordination de l'église orthodoxe du Grand-Duché à la papauté (et au latin).
Toute une littérature populaire fleurit en biélorusse : contes, comptines, chants, chansons, incantations, énigmes, etc.
Parmi les écrivains remarquables de la période, actifs en Biélorussie, parfois d'origine extérieure :
- Mélétius Smotritski (en) (1577-1633)
- Longin Karpowicz (pl) (1580-1620)
- Athanase de Brest-Litovsk (1597-1648)
- Siméon de Polotsk (1629-1680), transfuge biélorusse, poète savant, panégyriste, Rhytmologion, psaumes, sermons, traductions, adaptations
- Stefan et Lavrentiy Zyzaniyiv, d'origine ukrainienne, actifs en Biélorussie

### XVIIIesiècle
- Franciszka Urszula Radziwiłłowa (1705-1753)
- Pawliouk Bahrym (be)

## 19esiècle

### Premier19esiècle
Le romantisme permet la redécouverte (par une partie de la minorité dominante) du peuple, de la langue, des légendes et des chants biélorusses.
- Teodor Narbutt (en) (1784-1864), historien, romantique, Les chansons communales rassemblées en Russie lituanienne
- Vikientsi Ravinski (be) (1786c-1855)[2]
- Faddeï Boulgarine (1789-1859), journaliste, polémiste
- Jan Barszczewski (en) (1794-1851), poète, bilingue, Le Noble de Zavalnia
- Jan Czeczot (en) (1796-1847), poète et ethnologue polonais
- Adam Mickiewicz (1798-1855), poète, romantique, polonais
- Napoleon Orda (1807-1883), polonais, compositeur, artiste
- Vintsent Dounine-Martsinkiévitch (en) (1808-1884), poète, dramaturge, traducteur, activiste, un des fondateurs de la littérature biélorusse moderne et du théâtre scolaire
- L'Énéide à rebours, poème burlesque des années 1820

### Second19esiècle
- Aleksander Rypiński (pl) (1809-1886), poète polonais
- Władysław Syrokomla (en) (1823-1862), poète, prosateur, traducteur
- Wincenty Korotyński (pl) (1831-1891), poète, traducteur
- Constantin Vérénitsyne (ru) (1834-1904), Tarass sur le Parnasse (1855)[3],[4],[5]
- Kastous Kalinowski (1838-1864), journaliste
- Franciszek Boguszewicz (en) (1840-1900), poète, avocat, folkloriste, également sous les pseudonymes de "Maciej Buračok" et "Symon Reŭka z-pad Barysava"
- Ianka Loutchyna (en) (1851-1897), poète
- Adam Hourynovitch (en) (1869-1894), poète, folkloriste

### 1880-1918

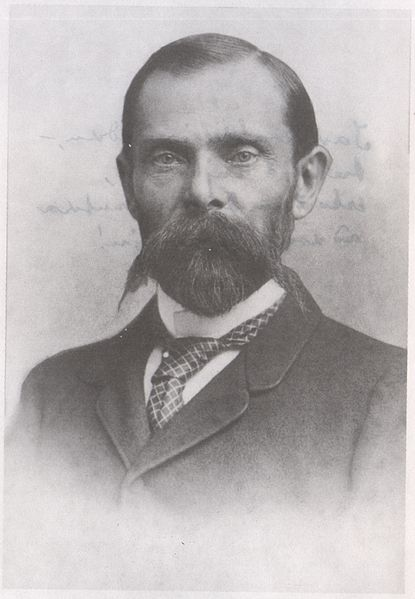
Frantsichak Bahouchévitch (en)
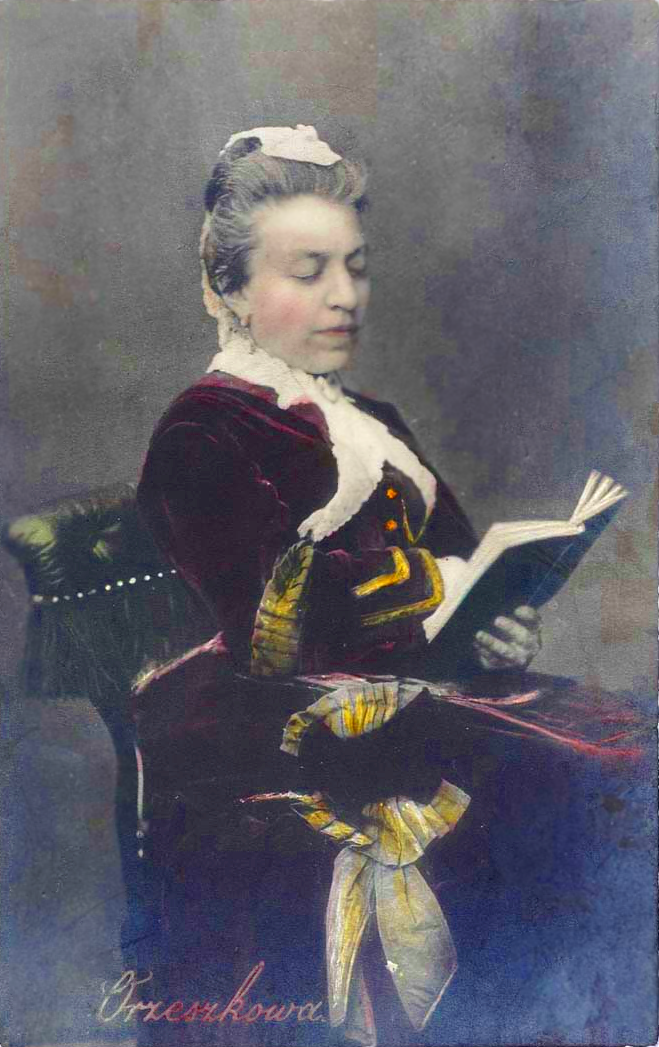
Eliza Orzeszkowa
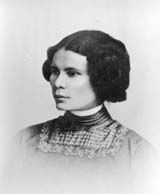
Alaïza Pachkievitch
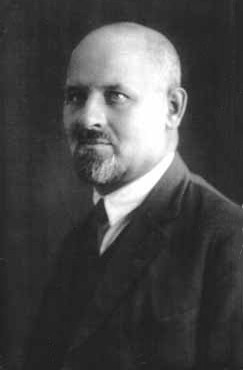
Vatslaw Lastowski
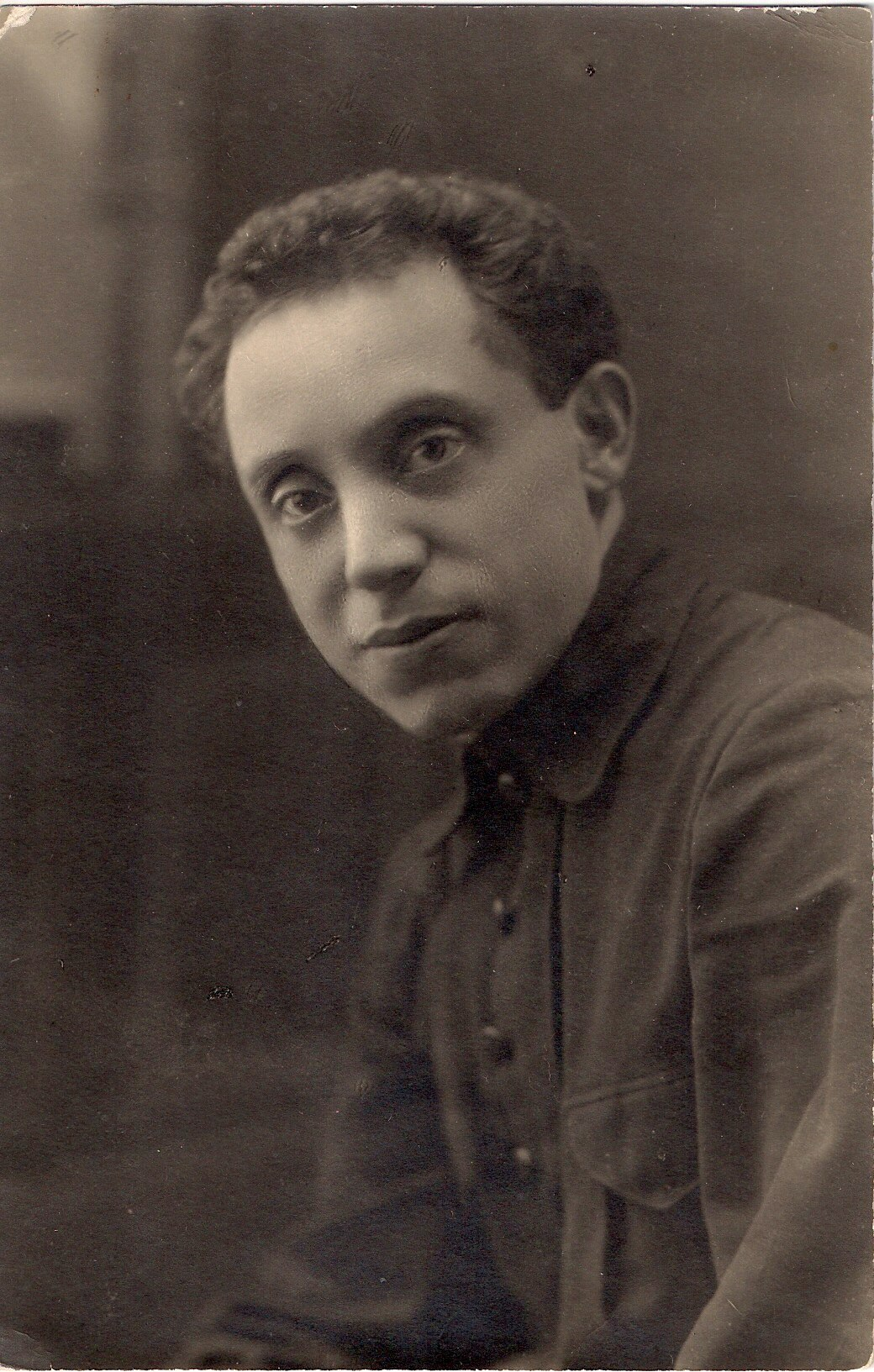
Zmitrok Biadoulia
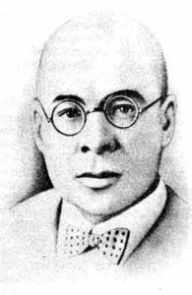
Zmitsier Jylounovitch (en)
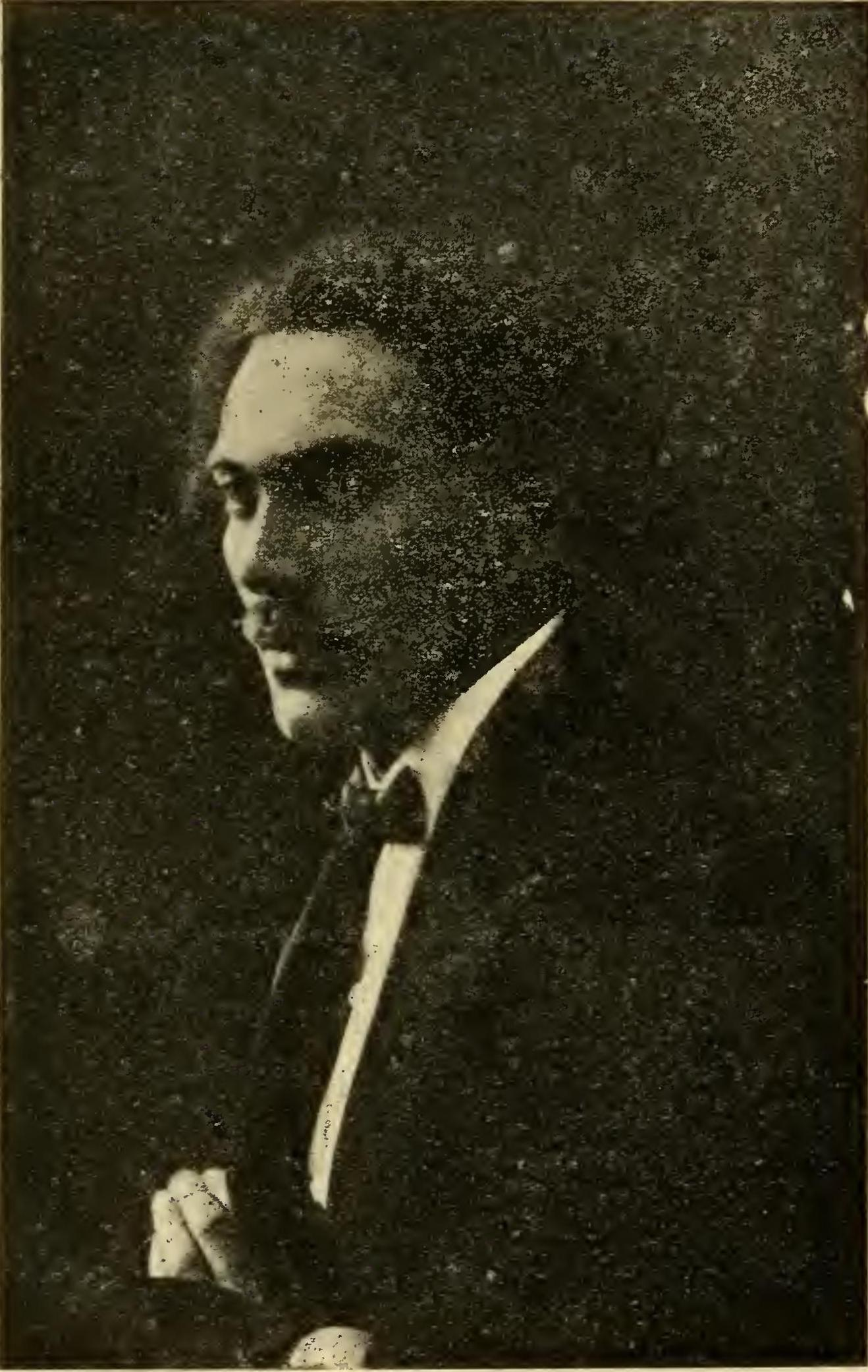
Leib Naidus
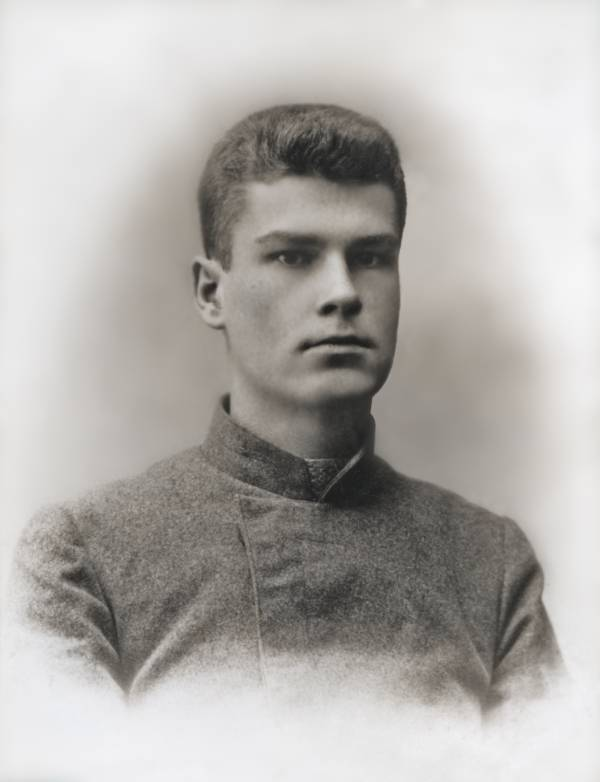
Maxime Bahdanovitch

- Frantsichak Bahouchévitch (en) (1840-1900)
- Eliza Orzeszkowa (1842-1910), polonaise, romancière, positiviste
- Karous Kahanez (de) (1868-1918), poète, romancier, dramaturge
- Iadvihine Ch. (de) (1868-1922), écrivain, journaliste
- Alexandre Bogdanov (1873-1928), médecin, écrivain, politique
- Alaïza Pachkievitch dite « Tsiotka » (1876-1916), poète, activiste
- Ianka Koupala (Ivan Loutsévitch, 1882-1942), poète, pilier de la langue biélorusse moderne
- Iakoub Kolas (1882-1956), poète, dramaturge
- Vatslaw Lastowski (1883-1938), prosateur, historien
- Ianka Mawr (1883-1971), physicien, enseignant, poète, prosateur, nouvelliste, dramaturge
- Zmitrok Biadoulia (1886-1941), poète, prosateur, activiste
- Alès Haroun (en) (1887-1920), poète, prosateur, traducteur, compositeur de chansons, journaliste
- Zmitsier Jylounovitch (en) ou Tyshko Gartny/Tsichka Hartny (Ciška Hartny, Цішка Гартны), (1887-1937), poète, prosateur, journaliste, leader politique
- Leib Naidus (1890-1918), poète
- Maxime Bahdanovitch (1891-1917) (Bogdanovitch), poète, symboliste, traducteur, journaliste, critique
- Maxime Haretski (en) (1893-1938), prosateur, poète, folkloriste, lexicographe
- Revues : Nacha Dolia (1906), Nacha Niva (1907-1915)

## 20esiècle

### 1918-1939
- Frantsichak Oumiastowski (ru) (1882-1940)

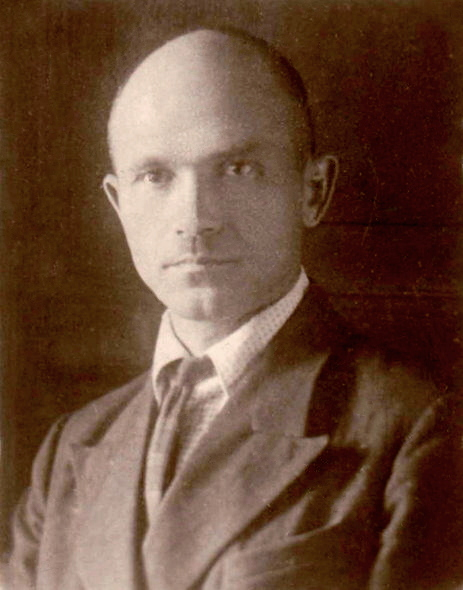
Maxime Haretski (1937).

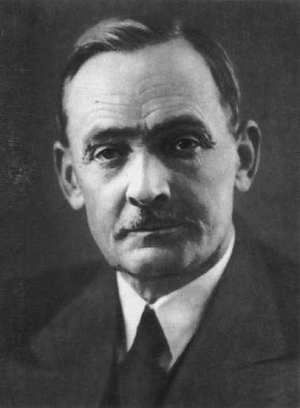
Ianka Koupala.

- Ivan Loutsévitch, dit Ianka Koupala (1882-1942)
- Frantsichak Aliakhnovitch (en) (1883-1944), écrivain, journaliste
- Zalman Reisen (en) (1887-1940), lexicographe et historien de littérature yiddish
- Maxime Haretski (en) (1893-1938), écrivain, journaliste
- Kandrat Krapiva (1896–1991)
- Adam Babareka (de) (1899-1938), historien, critique
- Kouzma Tchorny (1900-1944), prosateur, dramaturge
- Ouladzimir Doubowka (en) (1900-1976), poète, prosateur, traducteur, critique
- Pilip Pestrak (ru) (1903–1978), poète
- Alès Proudnikaw (en) (1910-1941), écrivain

- Revues : Maladnyak (1923-1928)[6], Uzvyshsha (1926-1931)[7]
- Avant-gardistes : Pawliouk Choukaïla (be), Todar Kliachtorny, Valéry Marakow (en), Ouladzimir Khadyka (be), Mikhas Tcharot
  - Alès Doudar (en) (1904-1937), Iourka Liavonny (be)
  - Iourka Vitsbitch (en) (1905–1975)
- poètes : Mikhas Tcharot, Ouladzimir Doubowka (en), Alès Doudar (en)…
- écrivains : Maxime Haretski (en), Tsichka Hartny (en), Kouzma Tchorny…
- en exil : Mikhas Machara (ru), Kazimir Svaïak (ru), Ouladzimir Jylka…

- Litaratoura i mastatstva (ru) (1932-)

Soviétisation et réalisme socialiste influent sur le développement de la prose romanesque, peu présente jusqu'en 1920.

### 1940-1960

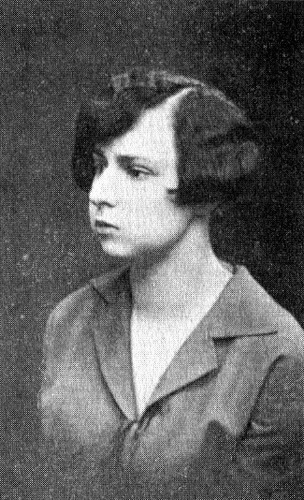
Natalla Arsieńnieva (1927)
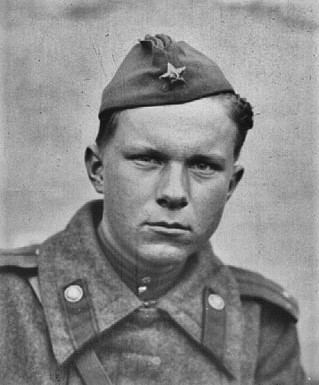
Vassil Bykaw
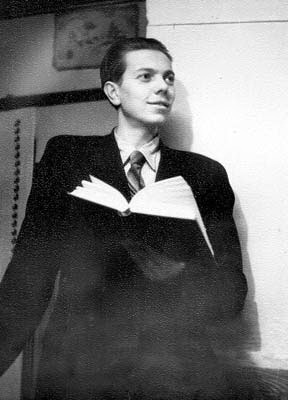
Ouladzimir Karatkievitch

Réalisme socialiste, russification et Grande Guerre patriotique (1941-1945) constituent durablement l'arrière-plan intellectuel et littéraire.
Les massacres de Kourapaty (1937-1941) forment un autre motif.
- Ryhor Krouchyna (be) (1907–1978)
- Laryssa Héniouch Miklachévitch (1910-1983), écrivaine, poétesse
- Pavel Proudnikaw (en) (1911-2000), poète, écrivain
- Maxime Tank (en) (1912-1995), journaliste, poète, traducteur
- Ryhor Rélès (en) (1913–2004)
- Ianka Bryl (de) (1917-2006), écrivain
- Andreï Makaïonak (ru) (1920–1982)
- Aliaksieï Karpiouk (en) (1920-1992), dramaturge
- Ivan Mélej (en) (1921–1976)
- Ivan Chamiakine (en) (1921-2004)
- Vassil Bykaw (1924-2003), mémorialiste, nouvelliste, romancier, Tretja raketa (1961), Le Mur
- Kastous Akoula (en) (1925-2008)
- Alès Adamovitch (1927-1994)
- Ouladzimir Karatkievitch (1930-1984)
- Hienadz Kliawko (en) (1931-1979)
- Revue : Polymia (ru) (Flamme, 1922-), revue mensuelle littéraire, artistique et sociopolitique de l'Union des écrivains de Biélorussie

### 1960-2000

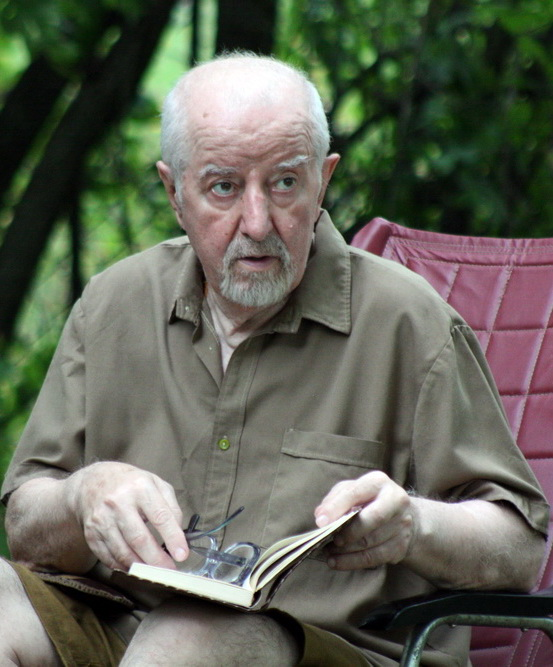
Ryhor Baradouline
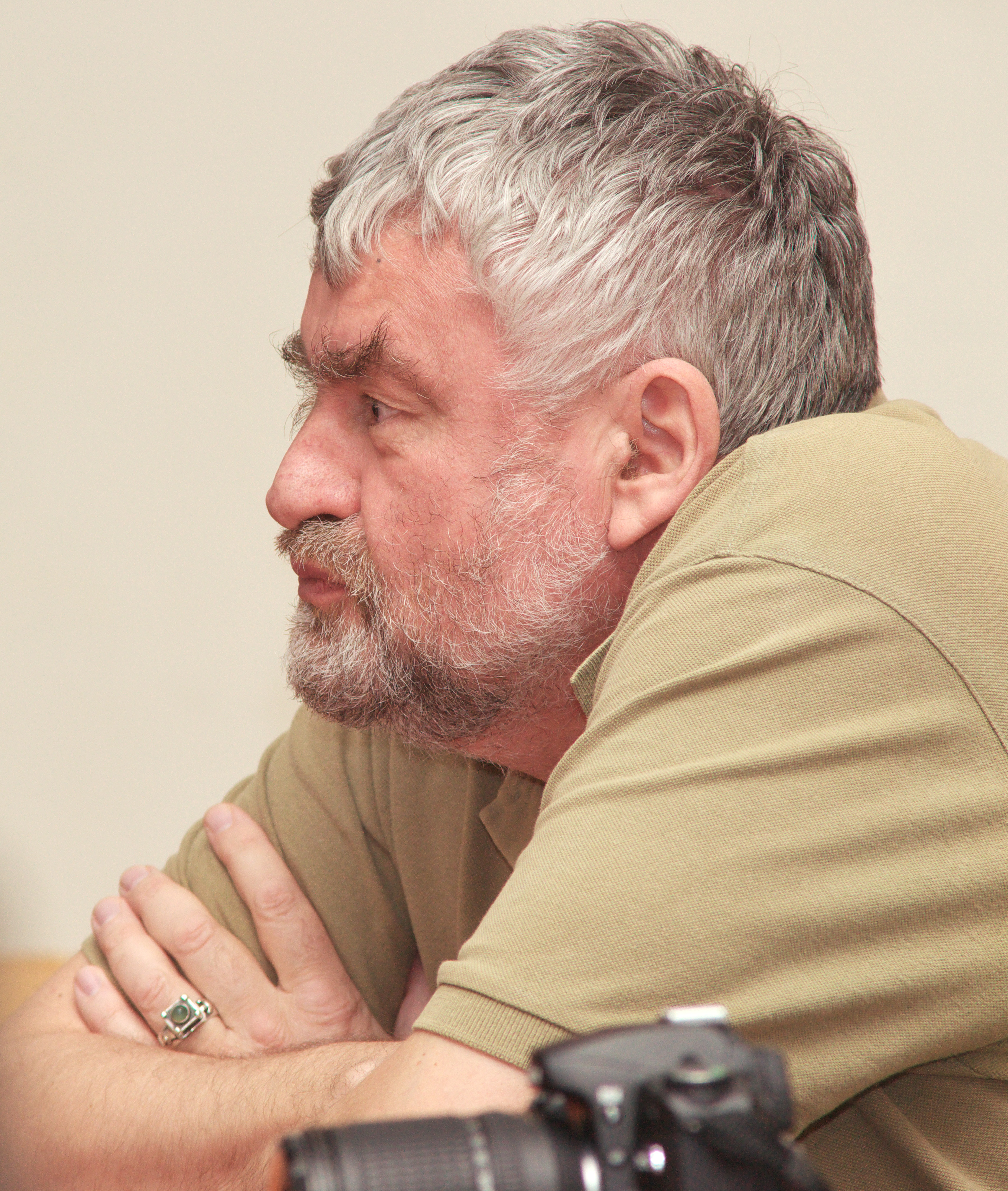
Ouladzimir Arlow

Parmi les voix de cette seconde moitié du siècle : 
- Natallia Arsienieva (1903-1997), dramaturge, poétesse, traductrice, en exil
- Ivan Mélej (en) (1921-1976)
- Ivan Chamiakine (en) (1921-2004)
- Alès Salavieï (be) (1922-1978), en exil
- Vassil Bykaw (1924-2003)
- Ouladzimir Karatkievitch (1930-1984)
- Carlos Sherman (en) (1934-2005), écrivain, traducteur
- Ryhor Baradouline (1935-2014)
- Édouard Skobieliew (ru) (1935-2017)
- Sakrat Ianovitch (ru) (1936-2013)
- Raïssa Baravikova (ru) (1947-)
- Héorhi Martchouk (ru) (1947-)
- Alès Razanaw (en) (1947-2021)
- Ouladzimir Arlow (1953-)

## 21esiècle
- Ouladzimir Niakliaïew (1946-)
- Alès Razanaw (en) (1947-2021), écrivain, poète, traducteur
- Svetlana Alexievitch (1948-), La Fin de l'homme rouge (2013), Prix de la paix des libraires allemands (2013), Prix Nobel de littérature (2016)

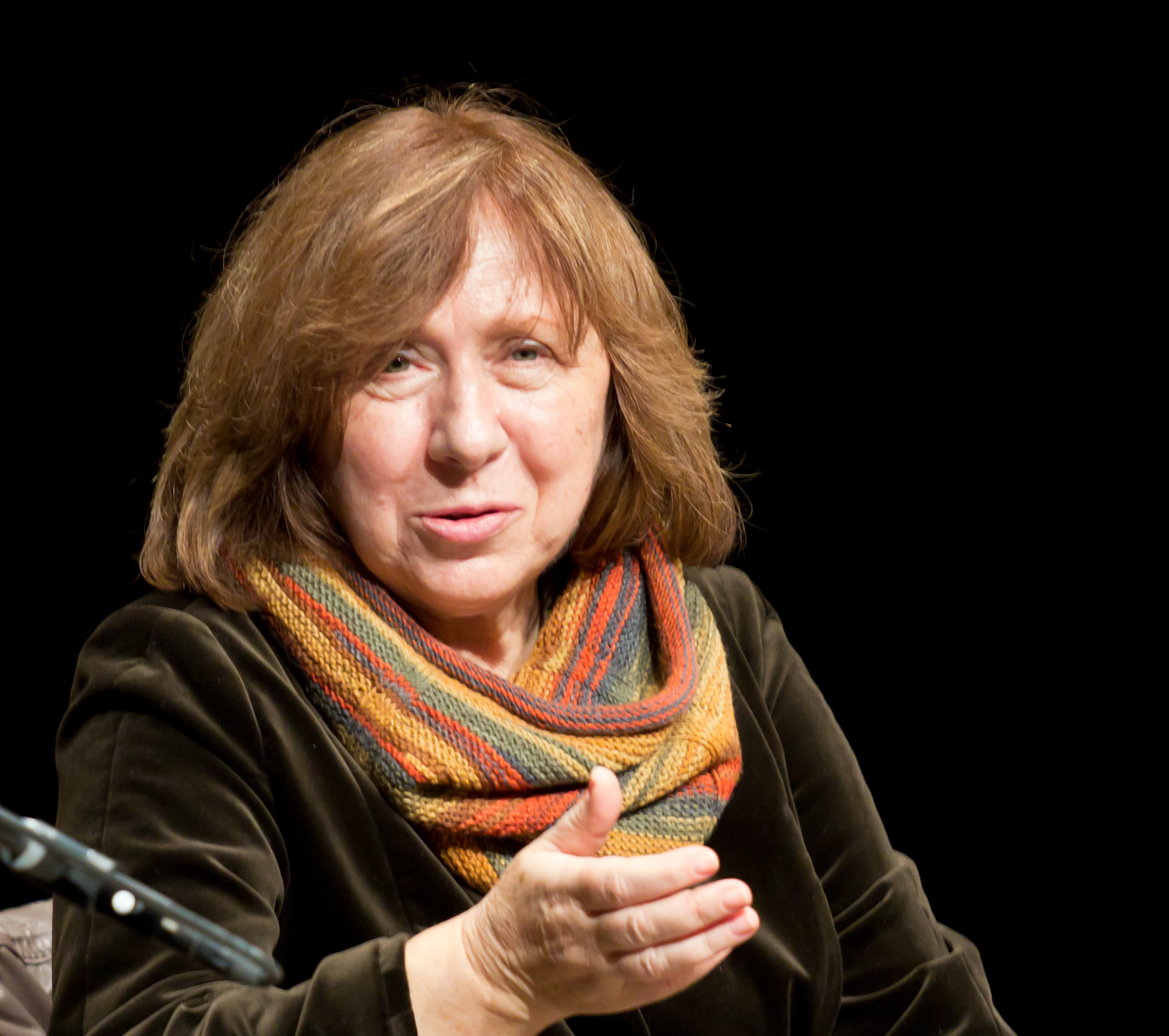
Svetlana Alexievitch.

- Elena Kazantseva (en) (1956-), poétesse, chanteuse
- Yelena Trofimenko (1964-), réalisatrice, scénariste, poétesse
- Artour Klinaw (de) (1965-)
- Natalka Babina (1966-)
- Zmitsier Vichniow (de) (1973-), écrivain, artiste
- Alhierd Bakharévitch (en) (1975-), écrivain, traducteur
- Valzhyna Mort (de) (1981-), poétesse, traductrice
- Volha Hapeïeva (en) (1982-), écrivaine, poétesse, traductrice, linguiste
- Oleg Grouchetski (be) (1974-), écrivain pour enfants, poète, journaliste, personnalité publique
- Alherd Bacharewitsch (de) (1975-)
- Viktor Martinowitsch (de) (1977-)
- Valzhyna Mort (de) (1981-), poétesse
- Volha Hapeyeva (de) (1982-), poétesse, traductrice, linguiste

## Auteurs
- Écrivains biélorusses
- Liste d'écrivains biélorusses

## Institutions
- Bibliothèque nationale de Biélorussie
- Francis Skaryna Belarusian Library and Museum (en)
- Théâtre national académique de Biélorussie Ianka Koupala (Minsk, 1920)
- Théâtre national d'opéra et de ballet de Minsk (1939)
- Théâtre libre de Minsk (2005, Belarus Free Theatre)
- Liste des théâtres de Minsk

## Autres langues
- Langues en Biélorussie, Langues de Biélorussie, Langues slaves
- Latin, Latin médiéval, Latin humaniste, Latin ecclésiastique, Néolatin
- Littérature yiddish
- Littérature de langue allemande
- Littérature polonaise, Littérature russe, Littérature ukrainienne
- Yiddish, littérature yiddish
  - Théâtre yiddish, dont Troupe du théâtre juif de Vilna (en) (1915), à Vilnius, Hrodna, Białystok
- Romani baltique, littérature rom

### Sources